# Stapelia grandiflora
Stapelia grandiflora là một loài thực vật có hoa trong họ La bố ma. Loài này được Curtis miêu tả khoa học đầu tiên năm 1802.

## Hình ảnh

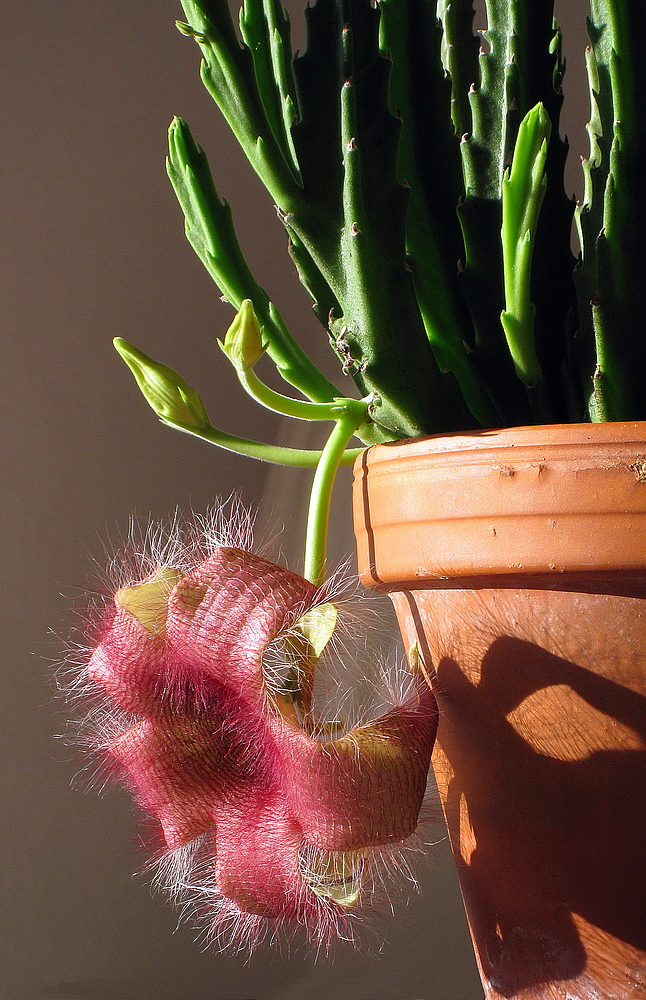
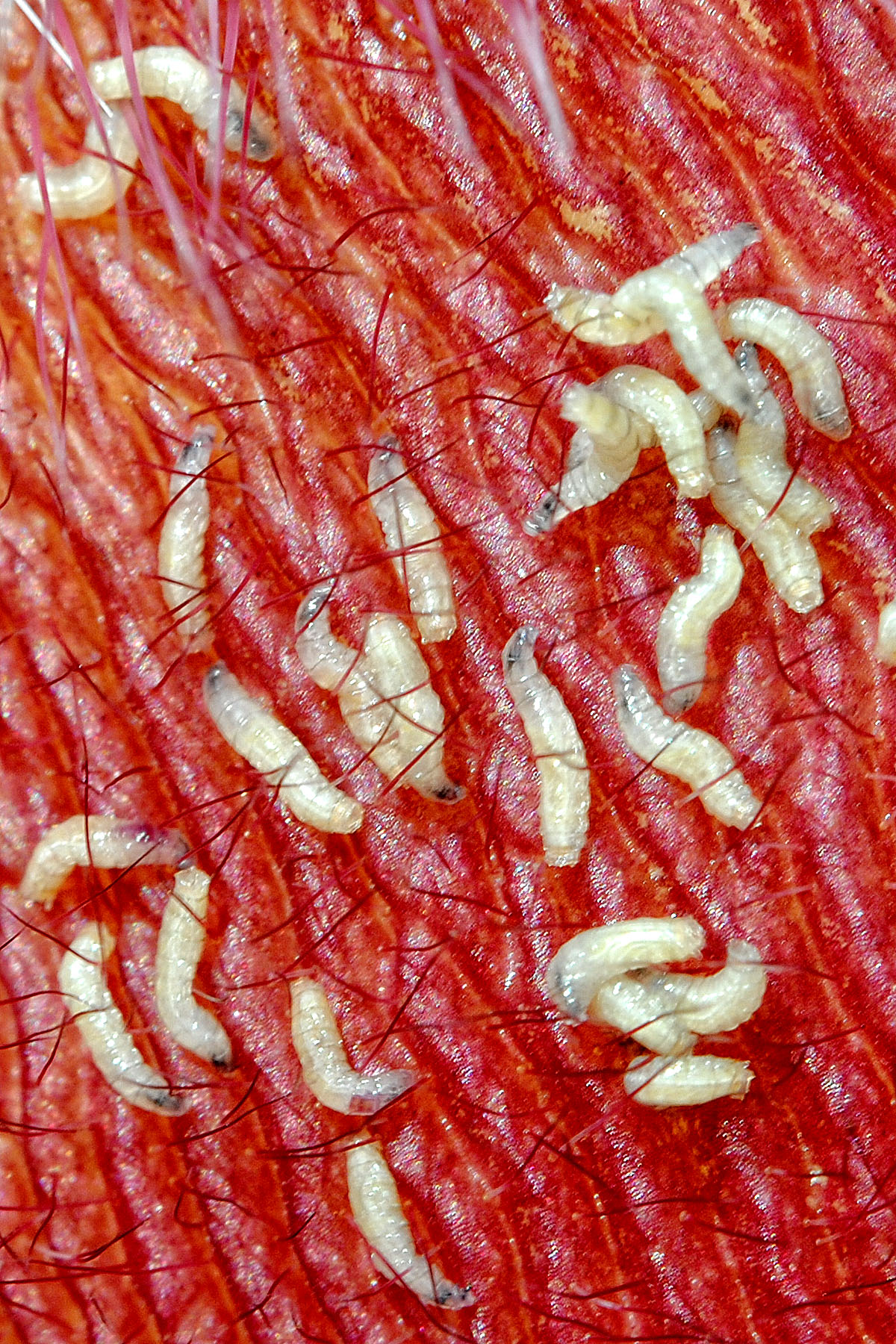
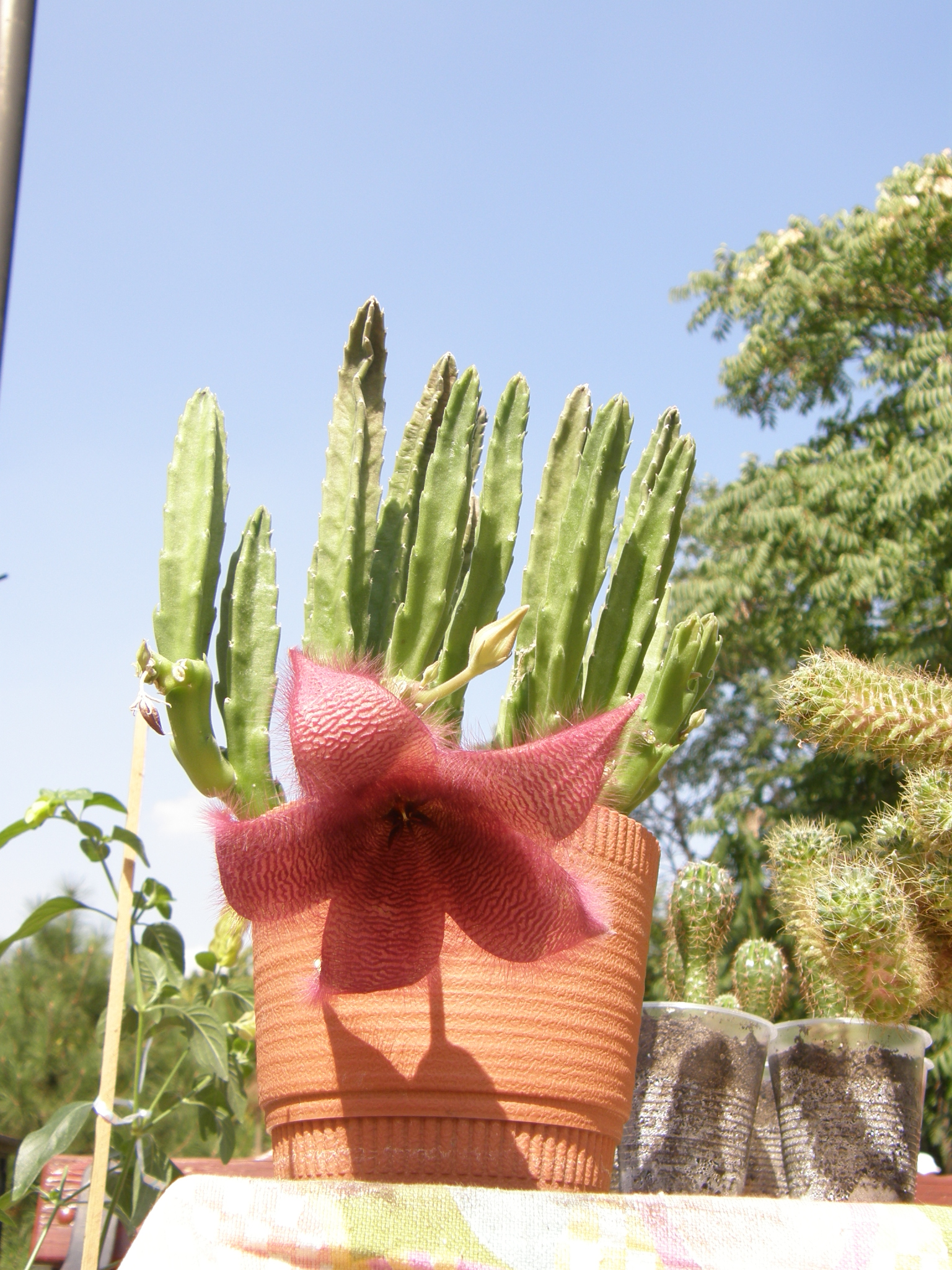
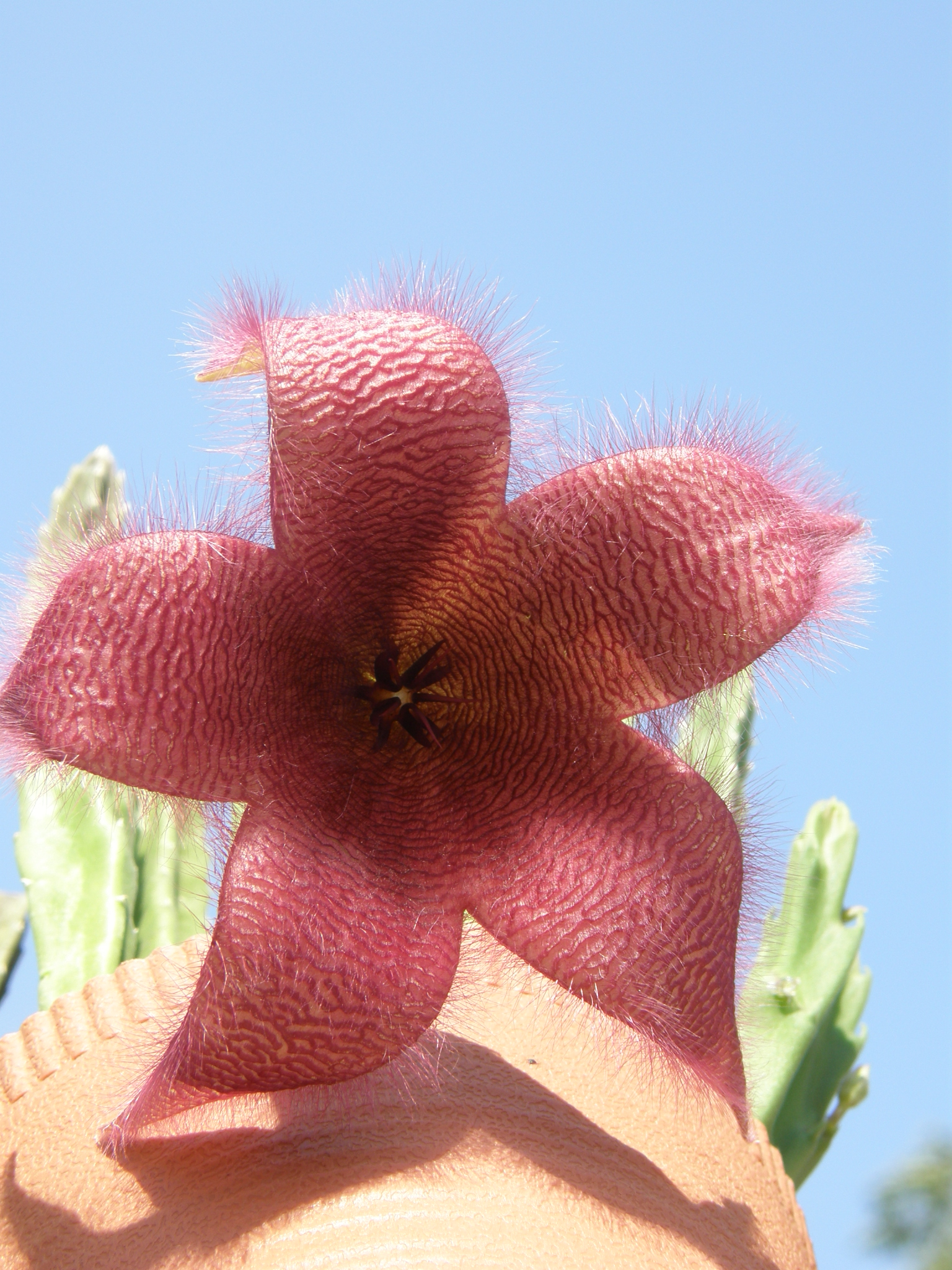